# Vyšný Kubín
Vyšný Kubín (em húngaro: Felsőkubin) é um município da Eslováquia, situado no distrito de Dolný Kubín, na região de Žilina. Tem 12,74 km² de área e sua população em 2018 foi estimada em 776 habitantes.

## Demografia
| Ano:        | 1994 | 2004    | 2014    | 2024    |
| ----------- | ---- | ------- | ------- | ------- |
| Broj ljudi: | 503  | 561     | 722     | 853     |
| Razlika:    |      | +11,53% | +28,69% | +18,14% |

| Ano:               | 2023 | 2024   |
| ------------------ | ---- | ------ |
| Número de pessoas: | 817  | 853    |
| Diferença:         |      | +4,40% |